# Ocotea erectifolia
Ocotea erectifolia är en lagerväxtart som först beskrevs av Allen, och fick sitt nu gällande namn av H. van der Werff. Ocotea erectifolia ingår i släktet Ocotea och familjen lagerväxter. Inga underarter finns listade i Catalogue of Life.